# 26441 Nanayakkara
26441 Nanayakkara este un asteroid din centura principală de asteroizi.

## Descriere
26441 Nanayakkara este un asteroid din centura principală de asteroizi. A fost descoperit pe 3 ianuarie 2000 la Socorro, New Mexico, în cadrul proiectului LINEAR. Asteroidul prezintă o orbită caracterizată de o semiaxă mare de 3,11 ua, o excentricitate de 0,16 și o înclinație de 3,1° în raport cu ecliptica.